# Celebrity Poker Showdown
Celebrity Poker Showdown var ett pokerprogram som i Sverige visades på TV6. Programmet gick ut på att kändisar spelade poker mot varandra. Programledare var pokerexperten Phil Gordon och skådespelaren Dave Foley. 2006 byttes Phil Gordon ut mot Phil Hellmuth.